# Reid Collins & Tsai
Reid Collins & Tsai LLP es una firma de abogados estadounidense establecida en 2009 con oficinas en las ciudades de Nueva York, Austin, Dallas y Washington D. C.. La firma representa a sus clientes en disputas comerciales de alto riesgo con honorarios mixtos u honorarios de contingencia. Entre sus casos de litigio se encuentra una demanda de 100 millones de dólares contra la cantante Shakira en nombre de su exnovio y socio comercial Antonio De la Rúa, en 2012.

## Especialización
Fraudes financieros, casos de insolvencia, responsabilidad profesional, litigios fiduciarios, mediación y acciones de denunciantes.

## Historia
La firma se fundó en noviembre de 2009 en Austin con 9 abogados que trabajaron anteriormente en Latham & Watkins, Diamond McCarthy y el Departamento de Justicia de EE. UU., con William T. Reid, IV, P. Jason Collins y Lisa S. Tsai como socios fundadores. Entre sus primeros casos se encuentran las bancarrotas de Stanford International Bank, Thelen LLP y Cornerstone Ministries Investments.
En 2010, Rachel S. Fleishman se unió a la firma para administrar la oficina de Nueva York. A fines de 2010, la compañía tenía 15 abogados.
En agosto de 2013 la firma abrió una oficina en Dallas con Eric Madden y J. Benjamin King como socios en litigios de bancarrota, y luego se unió a Brandon V. Lewis. En octubre de 2014, la oficina de Dallas se mudó a la Thanksgiving Tower.
En 2016, la firma tenía 28 abogados.

## Casos notables
- Durante 2012, la firma manejó varios casos para uno de sus primeros clientes, Highland Financial Partners, resolviendo una demanda alegada de "mala práctica legal / negligencia" contra Orrick, Herrington & Sutcliffe[17][18] e iniciando un caso de incumplimiento de contrato contra el Bank of America.[19] La firma también demandó colectivamente a Agape World Inc. de Nicholas Cosmo por los honorarios de contingencia no pagados.[20][21]
- En 2012, Reid Collins & Tsai presentó una demanda de $ 100 millones contra Shakira en nombre de su exnovio y socio Antonio de la Rúa en la Corte Suprema de Nueva York, buscando "recuperar daños" por incumplimiento de contrato y obligación fiduciaria.[22][23][24][25][26] La estrella del pop afirmó que De la Rúa nunca había sido más que un novio y un consejero y trató de que se desestimara la demanda alegando que la Corte Suprema del Condado de Nueva York no era el lugar apropiado.[27] En abril de 2013, la empresa demandó a Shakira nuevamente bajo reclamaciones idénticas en el Tribunal Superior de Los Ángeles.[27] Reid Collins y Tsai también presentó acciones contra Shakira en Suiza y las Islas Caimán.[28] Sin embargo, un juez de Los Ángeles desestimó la demanda a principios de agosto de 2013.[29][30] Los intentos anteriores de demandar a Shakira en Nueva York y Ginebra también fracasaron.[31][32]
- En diciembre de 2013, la compañía presentó una demanda de $ 80 millones contra DLA Piper en nombre de sus liquidadores, alegando que la firma ayudó a dos fondos asociados a malversar millones de dólares[33] (en 2015 el juez desestimó la demanda).[34]
- En 2014, la firma representó al demandante Claymore Holdings, LLC, como el cesionario de los reclamos de los fondos de inversión administrados por Highland Capital Management, LP, en una demanda fraudulenta e incumplimiento de contrato contra el banco de inversión global Credit Suisse (Claymore Holdings, LLC vs. Credit Suisse AG, et al., Causa N.º DC-13-07858, el 134.º Tribunal de Distrito Judicial del Condado de Dallas, Texas). Luego de un juicio de prueba de tres semanas, el tribunal de primera instancia determinó que Credit Suisse había incumplido sus obligaciones contractuales y emitió un fallo en su contra por $ 287.5 millones.[35][36][37]
- La empresa también presentó una demanda de $ 1,15 mil millones contra Citigroup, Bank of America, Goldman Sachs en nombre del relator Integra REC (Caso N.º CL14-399)[38] que resultó en un acuerdo de $ 63 millones en 2016 para ser pagado al estado.[39] La compañía también resolvió reclamos de mala administración corporativa presentados por el exdirector financiero de la Corporación Astrotech John Porter contra el CEO Thomas Pickens III[40][41] y resolvió una acción de recuperación por $ 32.2 millones en nombre del administrador del plan posterior a la confirmación de Dreier LLP.[42][43][44]
- En febrero de 2015, la empresa representó a Tibanne Ltd, la empresa matriz de Mt. Gox, - cambio de bitcoins - cuando la compañía solicitó protección por bancarrota buscando refugio de demandas de los EE. UU. (Caso N.º 15-10255-mkv).[45]

## Abogados notables, empleados y exalumnos
- En octubre de 2011, la socia de RCT, Marina Marmolejo, abandonó la empresa y fue nombrada juez federal del Tribunal de Distrito de los Estados Unidos para el Distrito Sur de Texas.[46][47]